# Чрен

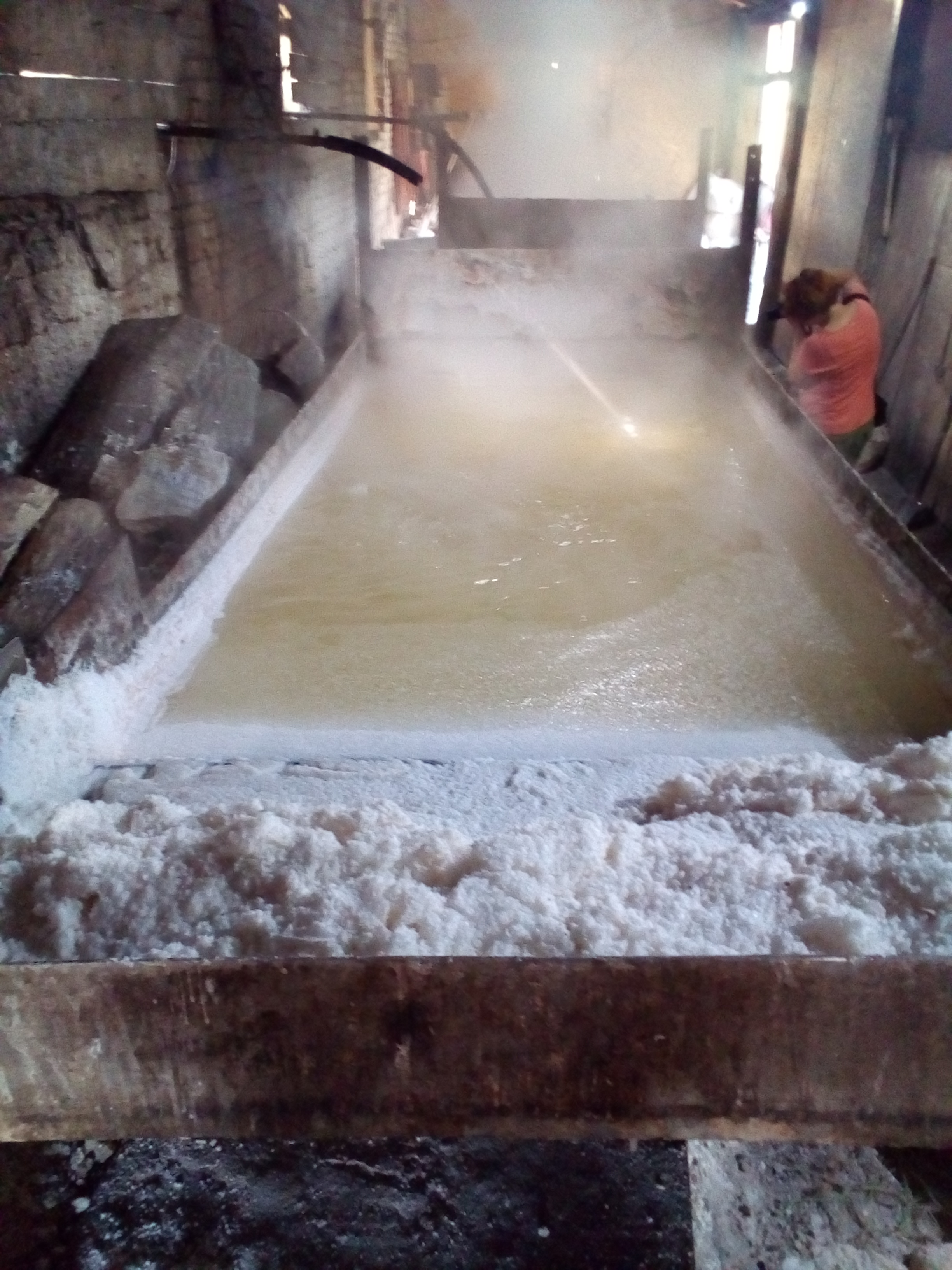
Чрени виварювання солі. Дрогобицький солевиварювальний завод. 2019 рік.

Чрен, Черен, Черінь, Црен — велика сковорода для виварювання солі з розсолу. Іноді називається «черен» або «цирен», «черінь». Описані у книзі «Про гірничу справу та металургію» (De Re Metallica) Георга Агріколи (1556 рік)
Для виварювання солі будувалося вогнище, над яким закріплювався чрен. Від соляної криниці по жолобах сюди надходив соляний розсіл. Після кип'ятіння та повного випаровування води на дні чрена залишалися кристали солі. Щоб чрен міг працювати цілий рік, його розташовували у приміщенні — варниці. На одну криницю припадало дві варниці.
Отримана сіль була невисокої якості. Розсіл не фільтрувався, тому на чрені осаджувалися домішки.
Розміри чренів вимірювалися сажнями, їх виготовлення йшли сотні кілограмів заліза.

## В Україні
В Україні безперервно щонайменше від 14 ст. діє Дрогобицька солеварня — станом на 2020-ті роки — «Солевиварювальний Дрогобицький завод» — державне підприємство, основний вид діяльності якого — добування кухонної солі за старою середньовічною технологією випарювання розсолу у чренах. Крім того, ця технологія застосовувалася у 17 ст. для видобування солі на Донбасі (на Бахмутських та Торських промислах).